# Jacob Unico Wilhelm van Wassenaer Obdam
Jacob Unico Wilhelm van Wassenaer Obdam (Den Haag, 1769 - Huis Twickel, 31 augustus 1812) was een Nederlandse edelman.

## Carrière
Jacob Unico Wilhelm had verscheidene belangrijke bestuurlijke functies. In 1790 werd hij lid van de Raad van State namens de Staten van Friesland. In Friesland was hij van 1793 tot 1794 grietman van Franekeradeel. In 1794 werd hij benoemd tot raad van de Admiraliteit van Rotterdam en lid van de Ridderschap van Holland. Tussen 1804 en 1806 maakte Van Wassenaer Obdam als kapitein deel uit van het gevolg van Wilhelm, de keurvorst van Hessen. Van Wassenaer Obdam was ridder in de Koninklijke Orde der Unie van Holland en sinds 1812 van de Ordre Impérial de la Réunion. In datzelfde jaar werd hij door keizer Napoleon aangesteld tot president van de Assemblée van het kanton Delden.

## Familie
Jacob Unico Wilhelm was de enige zoon van Carel George van Wassenaer Obdam (1733-1800) en Jacoba Elisabeth van Strijen (1741-1816) die in 1767 waren getrouwd. Jacob Unico Wilhelm trouwde drie maal: in 1791 met Adriana Margaretha Clifford (1772-1792), dochter van George Clifford (1743-1776) en Hester Hooft. Hiermee werd hij een zwager van Gijsbert Karel van Hogendorp (1762-1834), die met Adrian Margaretha's zuster Hester Clifford was getrouwd. In 1798 hertrouwde hij met Margaretha Helena Alewijn (1776-1802), dochter van Gillis Alewijn en Maria Cornelia van Loon. Uit dit huwelijk werd in 1799 een dochtertje geboren, Marie Cornélie van Wassenaer Obdam (1799-1850), dat het hele goederenbezit van haar ouders zou erven. Adriana Margaretha Clifford en Margaretha Helena Alewijn waren beiden uit Amsterdam afkomstig, net als Jacob Unico Wilhelms moeder Jacoba Elisabeth van Strijen. In 1808 hertrouwde Jacob Unico Wilhelm met Sophia Wilhelmina Petronella van Heeckeren van Kell (1772-1847), dochter van Jacob Derk Carel van Heeckeren van Kell en Johanna Juliana van Wassenaer Starrenburg (-1811) die hem geruime tijd zou overleven.
Jacob Unico Wilhelm overleed op kasteel Twickel in 1812.

## Bron
- A.J. Brunt (red.) (1993) Inventaris van het Huisarchief Twickel. 1133-1975, Rijksarchief in Overijssel, Zwolle/Delden.

- Biografisch Portaal: 40966576